# 라몬 바르가스

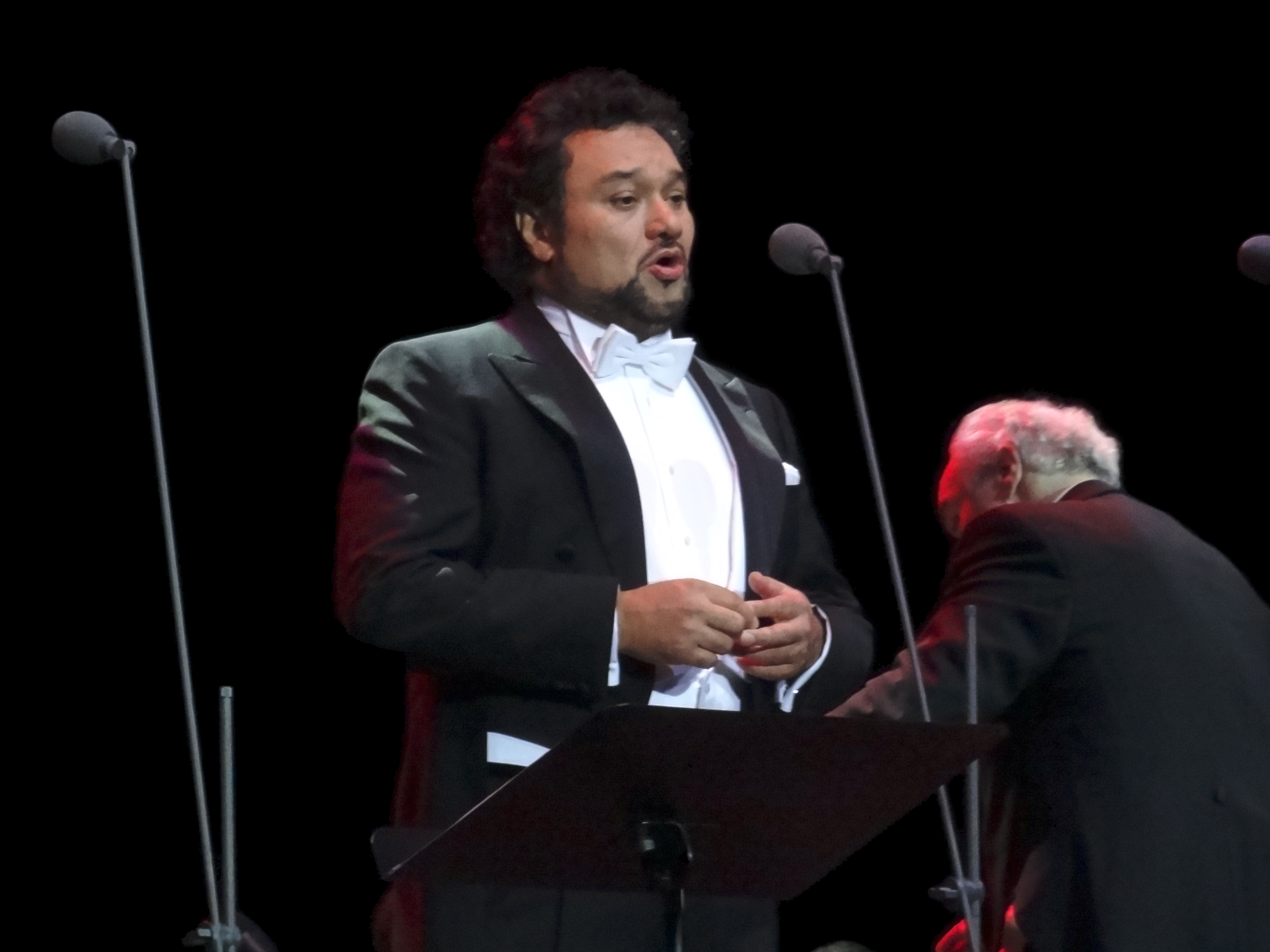
In 2013

라몬 바르가스(스페인어: Ramón Vargas, 1960년 9월 11일 ~ )는 멕시코의 테너 가수이다. 90년대 초에 데뷔한 이래로 그는 21세기의 가장 찬사를 받는 테너 중 한 사람으로 발전했다. 가장 표현력이 풍부하고 민첩한 가사 테너 목소리로 유명한 그는 특히 벨 칸토 레퍼토리에서 성공을 거두었다.

## 생애
9남매 중 일곱째로 멕시코시티에서 태어났다. 라몬 바르가스는 9살 때 고향에 있는 과달루페 대성당의 소년 합창단에 합류하면서 노래를 시작했다. 그런 다음 멕시코 시티의 Cardenal Miranda Institute에서 안토니오 로페스, 리카르도 산체스와 함께 공부했다.
1982년 카를로 모렐리 전국 성악 콩쿠르에서 우승한 후 멕시코 몬테레이에서 열린 하이든의 Lo speziale로 데뷔했다. 그의 돌파구는 1983년 멕시코 지휘자 Eduardo Mata가 그를 고용하여 Verdi의 Falstaff에서 Fenton을, 그리고 나서 Mozart의 Don Giovanni에서 Don Ottavio를 부르도록 고용했을 때 이루어졌다. 1986년 이탈리아 밀라노에서 열린 Enrico Caruso 테너 콩쿠르에서 우승한 그는 오스트리아로 이주하여 Leo Müller의 지도 아래 빈 국립 오페라 학교에서 성악 공부를 마쳤다.
1990년 프리랜서가 되기로 결심한 후 밀라노에서 저명한 강사인 로돌포 첼레티(Rodolfo Celletti)를 만나 그의 보컬 코치가 되었다.
라몬 바르가스의 국제 데뷔는 1992년 뉴욕 메트로폴리탄 오페라가 그에게 Luciano Pavarotti를 대신하여 June Anderson 반대편에서 Edgardo를 부를 것을 요청했을 때 이루어졌다. 이것은 곧 1993년 La Scala 무대에서 데뷔하여 Riccardo Muti가 지휘한 Falstaff 100주년을 기념하는 Strehler의 새로운 프로덕션에서 Fenton을 불렀다. 그는 이제 전 세계의 모든 주요 오페라 하우스에서 정기적으로 공연하여 큰 호평을 받고 있다.
오페라 경력 외에도 그는 이탈리아 클래식 노래에서 낭만적인 독일 가곡과 19세기와 20세기 프랑스, 멕시코, 스페인 작곡가들의 멜로디에 이르기까지 광범위한 레퍼토리를 갖춘 뛰어난 콘서트 가수이기도 하다. 1998년에 그는 La Scala에서 기억에 남을 리사이틀을 열었고 그의 멕시코 인기 노래 연주는 유럽과 멕시코 전역의 대규모 콘서트에서 열광적인 반응을 얻었다.
그는 1993년 이탈리아 시즌 최고의 오페라 가수로 선정된 라우리볼피상(Lauri-Volpi Award)을 수상했으며, 1995년 이탈리아 비평가들은 만장일치로 Gino Tani Award for the Arts를 수상했다. 2000년 브리티시 오페라 나우(British Opera Now)는 라몬 바르가스를 올해의 아티스트로 선정했다. 1999년부터 매년 오스트리아 페스트슈필레 매거진은 그에게 세계 최고의 테너 중 1위를 수여했다. 2001년에는 독일 포노 아카데미에서 수여하는 ECHO Klassik - 올해의 가수상을 수상했다.
그는 아내 아말리아(Amalia), 그리고 두 아들 페르난도(Fernando)와 로드리고(Rodrigo)와 함께 오스트리아 비엔나에서 살고 있다.